# Valene Ewing
Valene "Val" Ewing (née Clements,ex-Ewing, ex (ou veuve)-Gibson et veuve Waleska) est l'un des personnages principaux du feuilleton télévisé Côte Ouest (1979-1993) interprétée par l'actrice Joan Van Ark. Valene apparaît également dans la série télévisée Dallas (1978-1991).

## Nom du personnage
Née Valene Clements, elle épouse d'abord Gary Ewing et devient Valene Ewing. Elle divorce, reprend son nom de jeune fille et se remarie avec Gary. Elle redevient donc Valene Ewing. Gary divorce d'elle et elle épouse ensuite Ben Gibson. Elle devient alors Valene Gibson. Quand Ben disparaît, elle se marie avec Danny Waleska et devient Valene Waleska. Après la mort de Danny, elle se marie une troisième fois à Gary et redevient Valene Ewing.

## Biographie

### DansDallas
Valene a rencontré Gary quand elle avait quinze ans et en est tombée follement amoureuse. Ils se marient et ont une fille, Lucy, qui lui sera enlevée par J. R.. Elle divorce et se remarie. Ellie Ewing, sa belle-mère, lui offre à elle et à Gary, la maison à Knots Landing. C'est à ce moment que Côte Ouest commence.

### DansCôte Ouest
En emménageant à Knots Landing, Valene pensait recommencer une nouvelle vie avec Gary mais elle ne se rend pas compte qu'elle l’étouffe avec ses inquiétudes et sa solitude. C'est alors que Gary la quitte pour Abby Fairgate, ce qui fait souffir Valene. Ironiquement, malgré leur séparation, ils sont toujours restés très proches, Gary se portant toujours volontaire pour l'aider en toute occasion. Au point de provoquer la jalousie des différentes compagnes de Gary, certaines allant même jusqu'à se venger contre Valene pour satisfaire leur haine.
Malgré tout, elle refait sa vie avec Ben Gibson et devient par la suite un écrivain à succès.
Mais un événement mystérieux et dramatique manque de lui faire perdre la raison. Lors de la visite d'un manoir hanté, avec Karen, Abby, Laura, Lilimae et Ginger, elle entre en trans et rêve être la mère de deux enfants. Plus tard, dans un moment de faiblesse, elle trompe Ben avec Gary. Des jumeaux découlent de cette aventure. Toutefois, Abby fait part à un avocat sans scrupule, Scott Easton, qu'elle souhaiterait que les jumeaux disparaissent. Le docteur Mitch Ackerman, croulant sous les dettes de jeux, élabore un stratagème avec un avocat (Kavanaugh) spécialisé en doit d'adoption, afin de faire croire à Val que ses jumeaux sont mort-nés. Tout le monde croit Valene folle quand elle dit, au contraire, que les jumeaux sont vivants car elle se souvient les avoir entendu pleurer. Quelque temps après, elle devient amnésique et s'enfuit à Shula dans le Tennessee. Vivant avec une double identité, elle travaille comme serveuse dans un restaurent; un métier qu'elle a déjà fait antérieurement. Valene est retrouvée à la suite d'une enquête, par un détective privé engagé par Gary et contrôlé par Abby. Les jumaux sont retrouvés plus tard, et Valene convainc la mère adoptive de sa véritable filiation lors d'une scène émouvante. Elle décide de les nommer Betsy, en l'honneur de la mère de Ben, et Bobby en raison du frère de Gary. 
Par la suite, Ben disparaît. Valene refait alors sa vie et se marie avec Danny Waleska. Un homme charmant et bien sous tous rapports, mais qui se révélera dangereux et violent. Valene sera d'ailleurs victime de violences conjugales. Elle en sera libérée lorsque plus tard, Danny est retrouvé noyé dans une piscine.
Enfin, Jill Bennett, extrêmement jalouse de son intangible proximité avec Gary dont elle a été la petite amie, a tout tenté pour les séparer, au point de penser à la tuer. Mais Jill meurt asphyxiée à la suite d'un piège qu'elle avait elle-même tendu pour tester les sentiments de Gary envers elle..
Valene et Gary réalisent qu'il s'aiment encore et décident de se remarier. Mais Valene disparaît lors d'une enquête et réapparaît dans les derniers épisodes de la série.

## Mariages
Valene a été mariée avec Gary trois fois et en a divorcé deux fois. Après le deuxième divorce, elle se maria avec Ben Gibson. Il est fort probable qu'elle soit veuve ou qu'elle demanda le divorce. Elle se marie ensuite avec Danny Waleska, qui meurt noyé dans une piscine. Enfin, elle épouse une troisième fois Gary Ewing.

## Caractère
Valene est une femme angoissée, hypersensible et nerveuse. Son caractère évolue au fil de la série, de jeune femme naïve et envahissante, elle devient vers la fin de la série une mère sûre d'elle et toujours disponible pour ses amis. Elle a une santé mentale très fragile, ce qui cause un problème quand elle est impliquée dans des affaires mystérieuses. Elle a toujours été co-dépendante de Gary, ce qui l'a poussé à s'éloigner d'elle mais pour toujours revenir.